# 栗原麻子
栗原 麻子（くりはらあさこ）は、日本の歴史学者（西洋古代史）。大阪大学大学院人文学研究科教授（副研究科長、人文学専攻長）。兼任で文学部教授（学部長）。
専門は古代ギリシア社会史。法廷弁論を史料とする社会的結合関係の研究。学位は博士（文学）（2000年3月、京都大学）。

## 略歴
1990年、京都大学文学部史学科（西洋史学）卒業。 1992年、京都大学大学院文学研究科博士前期課程史学科（西洋史学専修）修了。1995年、京都大学大学院文学研究科博士後期課程史学科（西洋史学専修）指導認定退学。
1996年～2004年9月、奈良大学文学部講師。2000年～2002年、オックスフォード大学古典学部客員研究員（日本学術振興会海外特別研究員）。2004年10月、大阪大学文学研究科文化形態論専攻助教授。2007年、同准教授。2017年、同教授。2022年4月～現職。

## 著書

### 単著
- 『互酬性と古代民主制：アテナイ民衆法廷における「友愛」と「敵意」』京都大学学術出版会、2020年。ISBN 978-4-8140-0250-4

### 共著
- 歴史学研究会編『地中海世界史第5巻　社会的結合と民衆運動』青木書店、1999年。
- 奈良大学文学部世界遺産コース編『世界遺産と都市：ヨーロッパの都市・アジアの都市・日本の都市』風媒社、2001年。

## 論文・研究ノート
- 「前四世紀アテナイの親族関係　イサイオスの法廷弁論を中心として」『史林』76-4、平成5年。
- 「古典期アテナイにおけるフィリアと共同体『何人でも欲するもの』による訴追について」『史林』78-4、平成7年。
- 北村（栗原）麻子「ポリス社会におけるプライヴェート・イニシアティヴ　J・ハンターとD・コーエンの議論をめぐる覚書」『奈良史学』（奈良大学史学会）第15号、平成9年、34-68ページ。
- 「紀元前415年のアンドキデス」『西洋古典学研究』（日本西洋古典学会）第48号、平成12年。
- 「アルケダモスについての覚書」『奈良史学』（奈良大学史学会）第20号、平成14年。
- 'Personal Enmity in Attic Forensic Speeches', Classical Quarterly 53-2, 2003.
- '"Quiet Athenian" and Civic Identity', in Takashi Minamikawa (ed.), Material Culture, Mentality and Historical Identity in the Ancient World: Understandding the Celts, Greeks, Romans and the Modern Europeans, Kyoto University, 2004.
- 「アッティカ碑文における官職者と私人についての予備的考察」『奈良大学総合研究所所報』第13号、平成15年。
- 「アプラグモシュネ（消極主義）と市民性　リュシアスの法廷弁論を中心として」『待兼山論叢　史学編』第41巻、平成19年。
- 「「思い出さない」誓いをめぐって－前403年アテナイにおける和解儀礼」『古代文化』、第62巻、平成22年。
- 「前4世紀アテナイにおける通婚禁止令とアポロドロス弁論の女たち」『西洋古代史研究』10、平成22年。
- 「古典期アテナイにおける互酬的秩序―課題と展望―」『パブリック・ヒストリー』9、平成25年。
- 'Pity and Charis in the Classical Athenian Courts', Japan Studies in Classical Antiquity, (The Classical Society of Japan) vol. 2, 2014.
- 「アッティカ民衆法廷における報復のレトリック : リュクルゴス『レオクラテス弾劾』を中心にして」『西洋史研究』43号、平成26年。
- 「民主制下アテナイにおける「おんな男(ホ・ギュンニス)」と「男のなかの男たる女(ヘ・アンドレイオタテ)」『西洋古代史研究』14、平成26年。

## 翻訳
- G. デュビイ、M. ペロー監修『女の歴史』第一巻分冊1、藤原書店、2000年。
- エレイヌ・マシューズ「古典古代世界におけるギリシア人と名前」浦野聡・深津行徳編著『古代文字史料の中心性と周縁性』春風社、2006年。
- ロバート・パーカー『古代ギリシアの宗教』監訳、竹内一博・佐藤昇・齋藤貴弘訳、名古屋大学出版会、2024年。

## 紹介・その他
- 「古典期アテナイの食卓から」『アウローラ』(21世紀の関西を考える会)13、平成10年。
- 「女の歴史によせて　ギリシア史の視点から」、藤原書店編集部編『歴史の中のジェンダー』（藤原書店）、平成13年6月（『女の歴史 - 古代』第2巻巻末コメントを再収）。
- 「古代ギリシアの同性愛」『ジェンダー史叢書　権力と身体』明石書店、平成23年。
- 「ソシアビリテ論と紛争研究の接点をめぐって (特集 社会秩序と互酬性)」『パブリック・ヒストリー』(大阪大学西洋史学会)第9号、平成24年。